# Korfovski
Korfovski (en russe : Корфовский) est une commune urbaine du raïon de Khabarovsk du kraï de Khabarovsk, en Russie. Il est le centre administratif de l'établissement urbain de Korfovski, et se trouve en Extrême-Orient russe. Sa population s'élevait à 4 894 habitants en 2023.    

## Géographie
La commune urbaine de Korfovski se situe en Extrême-Orient russe, dans le kraï de Khabarovsk, dans le district fédéral d'Extrême-Orient. La localité se trouve dans le raïon de Khabarovsk, une des raïons du kraï, et fait partie de l'établissement urbain de Korfovski, une municipalité du raïon, dont il est le chef-lieu,,.
Korfovski, comme tout le kraï de Khabarovsk, est située dans le fuseau horaire MSK+7 (heure de Vladivostok). Le décalage horaire appliqué par rapport au temps universel coordonné est +10:00.

## Démographie
Recensements (*) et estimations de la population:
| 2002* | 2010* | 2021* | 2023  |
| ----- | ----- | ----- | ----- |
| 5 823 | 5 733 | 4 890 | 4 894 |